# 두두 제오르제스쿠
두두 제오르제스쿠(루마니아어: Dudu Georgescu, 1950년 9월 1일 ~ )는 루마니아의 전직 축구 선수로, 포지션은 스트라이커였다.
리가 I에서 개인 최다 득점 기록인 252득점을 기록했으며 디나모 부쿠레슈티 시절 팀의 개인 최다 득점 기록인 207골을 기록했다. 1975년과 1977년 유러피언 골든슈를 수상했다.

## 수상

### 클럽
디나모 부쿠레슈티
- 리가 I 4회 우승 (1975, 1977, 1982, 1983)
- 리가 II 1회 우승 (1970)
- 쿠파 로므니에이 1회 우승 (1982)

### 개인
- 리가 I 득점왕 4회 수상 (1975, 1976, 1977, 1978)
- 루마니아 올해의 축구 선수 2회 선정 (1976, 1977)
- 유러피언 골든슈 2회 수상 (1975, 1977)